# 小行星6547
小行星6547（英語：6547 Vasilkarazin）是一颗围绕太阳公转的小行星。1987年9月2日，柳德米拉·切爾尼赫在克里米亚发现了此天体。
这颗小行星的绝对星等为134.05903等。